# Sciame (serie televisiva)
Sciame (Swarm) è una serie televisiva statunitense ideata da Donald Glover e Janine Nabers per Amazon Prime Video e interpretata da Dominique Fishback.

## Trama
La serie racconta la storia di Dre, una giovane donna afroamericana ossessionata da una pop star, Ni'Jah, di cui gestisce una fan base nota come Swarm.

## Personaggi e interpreti

### Personaggi principali
- Andre "Dre" Greene, interpretata da Dominique Fishback, doppiata da Rossa Caputo. 
 Protagonista della serie con un'ossessione per la cantante Ni'Jah che la porterà a compiere azioni terribili.

### Personaggi ricorrenti
- Marissa "Ris" Jackson, interpretata da Chloe Bailey. Sorella adottiva di Dre e fidanzata di Khalid.
- Ni'Jah, interpretata da Nirine S. Brown. Cantante di successo, per la quale Dre nutre un'ossessione. Il personaggio di Ni'Jah è ispirato alla figura di Beyoncé.
- Erica, interpretata da Karen Rodriguez. Amica di Marissa a capo del negozio di abbigliamento in cui lavorano Dre e Marissa.

### Guest star
- Khalid, interpretato da Damson Idris. Fidanzato di Marissa che prova a sedurre Dre nel primo episodio.
- Hailey, interpretata da Paris Jackson. Stripper che Dre incontra a Fayetteville con problemi di coppia.
- Reggie Wilkins, interpretato da Atkins Estimond. Hater di Ni'Jah e autore di tweet offensivi nei confronti di Marissa, di cui Dre si vendicherà.
- George, interpretato da Byrone Bowers. Tecnico che lavora nel team di Ni'Jah a che Dre seduce per avvicinarsi alla cantante.
- Eva, interpretata da Billie Eilish. Capo di una setta femminista in cui Dre entrerà brevemente a far parte.
- Cricket, interpretata da Kate Lyn Sheil. Un membro della setta di Eva.
- Kenny, interpretato da Ricky Thompson.
- Harris, interpretato da Leon Robinson. Padre biologico di Marisaa e padre adottivo di Dre che la incolpa per il suicidio della figlia.
- Loretta Greene, interpretata da Heather Simms. Una detective che inizia ad indagare sugli omicidi di Dre.
- Rashida, interpretata da Kiersey Clemons. Studentessa universitaria di cui Dre si innamora.

## Episodi
| Stagione       | Episodi | Prima TV USA | Prima TV Italia |
| -------------- | ------- | ------------ | --------------- |
| Prima stagione | 7       | 2023         | 2023            |

## Produzione
Nel febbraio 2021 Donald Glover ha firmato un accordo di collaborazione con Amazon Studios. Tra i progetti in fase di sviluppo era inclusa anche la serie, originariamente intitolata Hive, la quale avrebbe dovuto ruotare attorno a una figura ispirata alla cantante Beyoncé. Janine Nabers figura come co-creatrice e show runner della serie. Glover è accreditato come creatore e produttore esecutivo e ha diretto il primo episodio.
Glover ha paragonato la serie al film «La pianista mescolato con Re per una notte». Glover e Nabers volevano creare una storia di antieroi, prendendo come riferimento i personaggi televisivi di Tony Soprano e Don Draper.
Malia Obama, figlia dell'ex presidente degli Stati Uniti d'America Barack Obama, è tra gli sceneggiatori della serie. Nabers ha commentato la scelta in tal modo: «volevamo davvero darle l'opportunità di bagnarsi i piedi in TV e vedere se questo è qualcosa che vuole continuare a fare».
Nell'aprile 2022 Dominique Fishback è stata scritturata come attrice protagonista e produttrice della serie. Glover contattò Fishback con l'intenzione di affidarle il ruolo di Marissa, la sorella del protagonista. Alla fine, Fishback convinse Glover a darle il ruolo principale.
La serie è interpretata anche da Chloe Bailey nei panni della sorella di Dre, Marissa, e Damson Idris nei panni del fidanzato di Marissa.
In un episodio della serie recita anche Billie Eilish in un ruolo secondario.

## Distribuzione
La serie è stata distribuita il 17 marzo 2023 sulla piattaforma streaming Prime Video, mentre è stata presentata in anteprima la settimana precedente durante l'annuale South by Southwest.

## Promozione
Il primo trailer della serie è stato diffuso il 24 febbraio 2023.

## Accoglienza

### Critica
Sull'aggregatore di recensioni Rotten Tomatoes ha registrato un indice di gradimento dell'84%, con un voto medio di 7,6 su 10 basato su 37 recensioni e un giudizio riassuntivo che recita: «Swarm può essere sgradevole come la puntura di un calabrone, ma la feroce interpretazione di Dominique Fishback e le audaci oscillazioni creative dei creatori danno vita a una visione davvero sovversiva del fandom tossico». Su Metacritic, invece, ha ottenuto un punteggio pari a 66 su 100 basato su 22 recensioni.